# (16509) 1990 UE4
A (16509) 1990 UE4 a Naprendszer kisbolygóövében található aszteroida. Eric Walter Elst fedezte fel 1990. október 16-án.